# Luiz França
Luiz França Filho fue un artista marcial brasileño, considerado uno de los tres fundadores del jiu-jitsu brasileño junto con su aprendiz Oswaldo Fadda y con Hélio Gracie. Aunque su papel fue menor en contraste con los de éstos, la influencia de las enseñanzas de França se encuentra aún en equipos como Nova União y GF Team.

## Biografía
La vida de França permanece mayormente desconocida. Se sabe, sin embargo, que inició su entrenamiento bajo el yudoca de la escuela Kodokan Soshihiro Satake en 1916, en el Atletico Clube Rio Negro de Manaus. Permanecería en esta ciudad un año hasta que se mudó a Belem, donde se convirtió en pupilo de Mitsuyo Maeda, compañero de Satake que se encontraba entrenando en ese momento a Donato Pires, Jacinto Ferro, Carlos Gracie y los hermanos de este. De nuevo, su estancia allí sería efímera, desplazándose a São Paulo para concluir su formación con un tercer yudoca, Geo Omori. Por fin, França se asentó en Río de Janeiro, donde empezó a enseñar el subproducto del judo que sería conocido en la época como jiu-jitsu brasileño. A diferencia de la familia Gracie, que sólo enseñaba a clientes de dinero y calidad, França ganó aprendices entre policías, militares y habitantes de las favelas. Uno de ellos sería Oswaldo Fadda, quien heredó su filosofía de compartir con los pobres el conocimiento de este arte.